# Iwona Guzowska

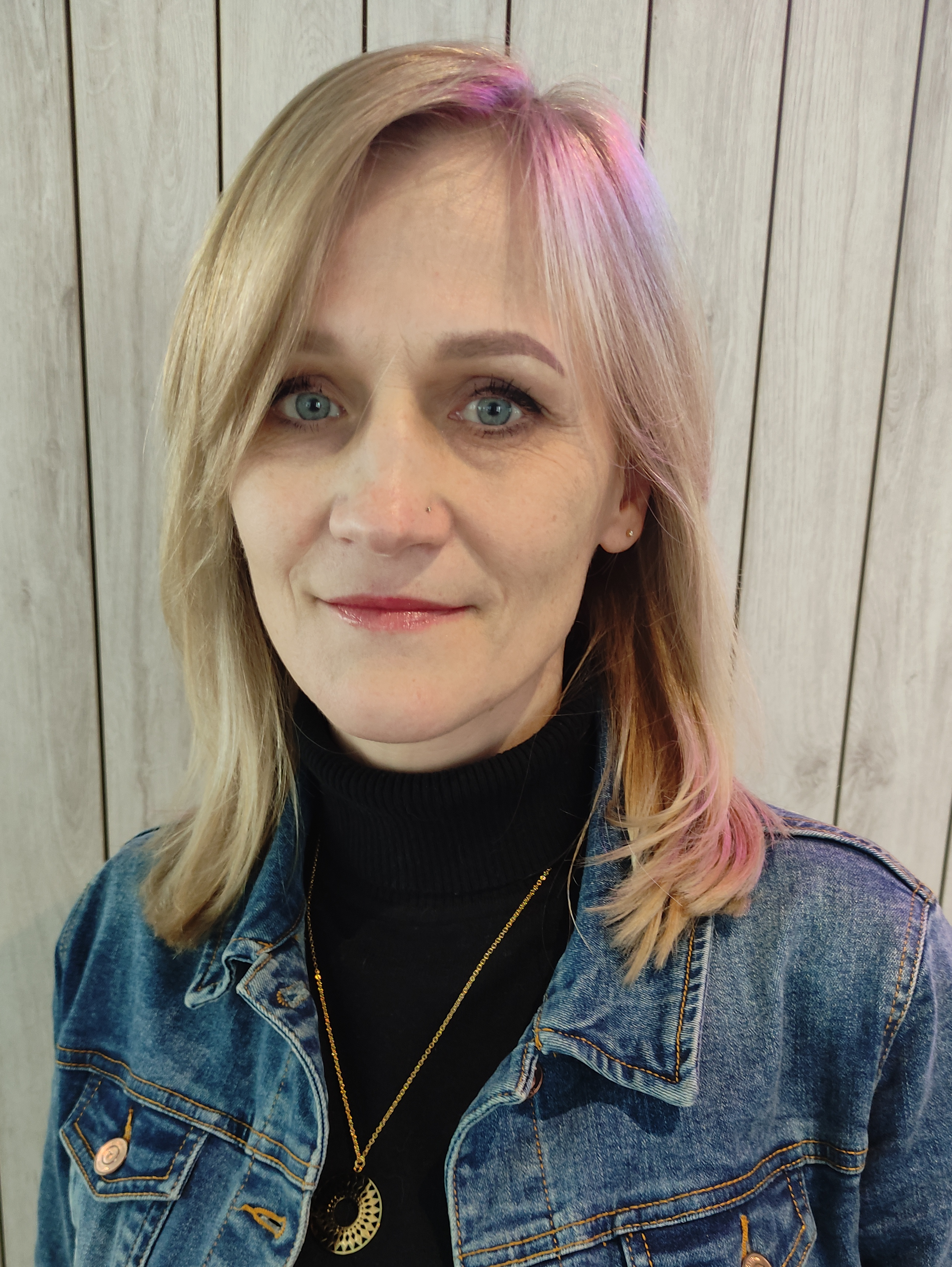
Iwona Guzowska

Iwona Guzowska (* 7. Februar 1974 in Gdańsk) ist eine polnische Kickboxerin und Taekwondoin.

## Leben
Sie hält den 57-3 Rekord in verschiedenen Formen des Kickboxens, beginnend mit dem Halbkontakt-Wettbewerb, wo sie eine polnische Meisterschaft gewann. Im Leichtkontakt gewann sie die polnische Meisterschaft im Oktober 1993, sie wurde Dritte bei der Europameisterschaft 1992 und gewann die Weltmeisterschaft 1993 und 1997. Sie gewann auch zwei Goldmedaillen bei den Europameisterschaften 1997.
Im Vollkontakt-Kickboxen wurde sie Zweite bei ihrer ersten Weltmeisterschaft 1993 und gewann die Weltmeisterschaft 1995. Sie gewann auch zwei Goldmedaillen bei den Europameisterschaften 1997. Ihr Rekord beinhaltet einen einfach Gewinn gegen Galina Giumliiska aus Bulgarien und einen KO-Sieg über die Italienerin Stefania Bianchini.
Sie hatte ihr Profibox-Debüt am 13. Februar 1999 in Jastrzębie-Zdrój (Polen) mit einem technischen KO in der ersten Runde gegen die Bulgarin Emilia Velizarova-Jakimowa.
Am 17. April 1999 in Warschau gewann sie mit einem technischen KO in der zweiten Runde gegen Vanda Correia aus Portugal.
Sie bezwang am 17. Juli 1999 in Gdańsk die Holländerin Esther Schouten. Somit gewann sie den WIBF-Titel im Federgewicht. Der Kampf dauerte zehn Runden.
Guzowskas vierter Kampf wurde auch in Gdańsk abgehalten. Am 18. September 1999 dieses Mal für den WIBO-Titel im Federgewicht. Ihre Gegnerin war die größere Französin Valerie Rangeard. Der Kampf ging über 10 Runden und endete mit einer einseitigen Entscheidung für Guzowska, sie war die erste Polin, die je eine Box-Weltmeisterschaft gewann.
Am 20. November 1999 in Gliwice verteidigte Iwona erfolgreich ihren WIBO-Titel im Federgewicht gegen Cynthia Prouder.
Am 8. April 2000 in Gdańsk besiegte sie Christine Kreuz aus Chicago und gewann den IWBF-Titel im Federgewicht.
Am 4. November in der York Hall in Bethnal Green, London verlor sie gegen die Bulgarin Galina Giumliiska. Der Kampf dauerte vier Runden.
Am 2. Dezember 2000 in der Nowa Hala Sportowa in Gdańsk gewann sie gegen Leona Brown. Der Kampf ging über acht Runden und endete 77-75,77-75,78-74 für Guzowska.
Im April 2001 wurde Iwona als WBANs Kämpferin des Monats nominiert.
Am 29. September 2001 in Gdańsk gewann sie den WIBO-Weltmeistertitel im Federgewicht zurück. Mit einer zehn Runden dauernden Entscheidung gegen Amerikas WIBF-Federgewichts Meisterin Kelsey Jeffries aus Gilroy, Kalifornien. Guzowska erhöhte auf 8-1 (2 KOs); Jeffries fiel auf 11-4 (1 KO).
Am 24. Oktober 2002 in der Hala Orbita in Wrocław kehrte Guzowska in den Ring zurück und erhöhte ihren Rekord auf 9-1-0 (2 KOs). Mit einer einfachen zehn Runden dauernden Entscheidung gegen Monica Petrova aus Sofia, Bulgarien.